# Emertonia andeep
Emertonia andeep is een eenoogkreeftjessoort uit de familie van de Paramesochridae. De wetenschappelijke naam van de soort is voor het eerst geldig gepubliceerd in 2004 door Veit-Kohler.